# К2: Предельная высота
«К2: Предельная высота» (англ. K2) — кинофильм.

## Сюжет
Два друга — Тейлор и Харолд (очень разные люди, первый — холостяк и адвокат, второй — честный семьянин и учёный) — увлечены одной и той же страстью, альпинизмом, и занимаются им в связке 10 лет. За это время они прошли много маршрутов и накопили немалый опыт. Лидер связки Тейлор — эмоциональный, рисковый парень. Харолд более расчётлив и спокоен, всё время поддается на различные уговоры и предложения Тейлора. В очередном тренировочном восхождении герои встречают на маршруте группу одного альпиниста-миллиардера, готовящуюся к гималайской экспедиции. На маршруте происходит ЧП, Тейлор и Харолд спасают жизни большинству участников этой группы, однако двое все же погибают. Группа миллиардера Филипа Клейборна готовилась на этой горе к гималайской экспедиции, как оказывается впоследствии — на вершину К2 (Чогори). Тейлор и Харолд принимают приглашение участвовать в экспедиции вместо двух погибших альпинистов.

## Интересные факты
В фильме присутствует скрытая реклама: ледовые молотки (айсбайль) — Stubai (Австрия), горные ботинки — Koflach, одежда — The North Face, солнцезащитные очки — Ray-Ban.
Существуют два саундтрека к фильму, один инструментальный оркестровый, второй — роковый. Версия с оркестровым саундтреком содержит намного больше нецензурной лексики — например, «H, fuck the rules!» вместо «H, forget the rules!», «Crazy fucking girls» вместо «Crazy, crazy girls».